# Karl Salomo Zachariae von Lingenthal
Karl Salomo Zachariae von Lingenthal (14 de setembro de 1769 - 27 de março de 1843) foi um jurista alemão, nascido em Meissen, na Saxônia. Foi filho de um advogado e pai de Karl Eduard Zachariae.
Von Lingenthal recebeu sua educação inicial na célebre escola pública de St. Afra em Meissen e depois estudou filosofia, história, matemática e jurisprudência na Universidade de Leipzig.  Em 1792 ele foi para a Universidade de Wittenberg como tutor de um dos condes de Lippe, e continuou seus estudos jurídicos.
Em 1794 tornou-se Privatdozent, lecionando sobre o direito canônico. Em 1798, foi nomeado professor extraordinário, e em 1802 professor ordinário de direito feudal.
Desse tempo até sua morte, em 1843, com a exceção de um curto período em que ocupou-se com assuntos públicos, publicou uma sucessão de obras cobrindo todo o campo da jurisprudência, e foi um colaborador copioso de periódicos. Em 1807, recebeu um chamado para Heidelberg, que começava seu período de esplendor como faculdade de direito.  Lá, resistindo a muitas outras convocações para Göttingen, Berlim e outras universidades, ele permaneceu até sua morte. Em 1820, assumiu um assento como representante de sua universidade, na alta-câmara do recém-constituído parlamento de Baden.
Embora ele próprio tenha preparado muitas reformas - destaque para o rigoroso código penal - foi, por instinto e convicção, conservador e totalmente contrário ao violento espírito democrático que dominou a segunda câmara, e colocou-a em conflito com o grão-duque e com o governo federal Alemão.
Após a remodelação da Constituição em um sentido "reacionário", von Lingenthal foi 'devolvido', em 1825 pelo distrito de Heidelberg à segunda câmara, da qual ele se tornou o primeiro vice-presidente, e na qual mostrou-se mais "leal" do que o próprio governo. Com o crescimento do liberalismo parlamentar, no entanto, von  Lingenthal desenvolveu um ressentimento pela política, da qual aposentou-se completamente em 1829. Posteriormente, dedicou-se inteiramente ao seu trabalho jurídico e durante os últimos dias de sua vida, trabalhou com o ardor de um jovem estudante.

## Obras e Pesquisas
As universidades Alemãs desfrutavam, em relação a questões jurídicas de importância internacional, uma jurisdição moral datada da Idade Média, e von Lingenthal era frequentemente consultado sobre questões que surgiam na Alemanha, na França e na Inglaterra.
Elaborar "opiniões"- algumas delas formando verdadeiros tratados - por exemplo, sobre a reivindicação de Sir Augustus d'Este ao ducado de Sussex, o pedido do Barão de Bode como sujeito inglês a uma parte da indenização francesa, a disputa sobre as dívidas devidas ao eleitor de Hesse-Kassel (ou Hesse-Cassel), confiscadas por Napoleão, e a posição constitucional dos proprietários de terras de Mecklenburg - eram comuns por von Lingenthal.
Grandes honorários que ele recebia por essas opiniões e a grande popularidade de suas palestras o enriqueceram, e ele conseguiu comprar várias propriedades; de um dos quais, Lingenthal, ele levou seu título quando, em 1842, ele foi enobrecido pelo grão-duque. Faleceu no dia 27 de março de 1843. Ele havia se casado em 1811, mas sua esposa morreu quatro anos depois, deixando-o um filho, Karl Eduard.
As obras de Zachariae são muitas e variadas. Elas lidam com quase todos os ramos da jurisprudência; são filosóficas, históricas, e práticas, e versam sobre o direito Romano, canônico, Alemão, Francesa e Inglesa. O primeiro livro de grande importância que publicou foi Die Einheit des Staats und der Kirche mit Rücksicht auf die Deutsche Reichsverfassung (1797), um trabalho sobre as relações entre igreja e Estado, com especial referência à constituição do império, que demonstrava o poder de análise do escritor e sua habilidade em fazer um complexo conjunto de fatos parecerem ser meras deduções de alguns princípios.
Em 1805 publicou Versuch einer allgemeinen Hermeneutik des Rechts; e em 1806 Die Wissenschaft der Gesetzgebung; uma tentativa de achar uma nova base teórica para a sociedade, no lugar das políticas oportunistas que levaram ao estopim da Revolução Francesa. Seu raciocínio tinha semelhanças com outilitarismo de Jeremy Bentham.
A última obra importante de von Lingenthal foi Vierzig Bücher vom Staate (1839–1842); seus admiradores apontam-na como sua obra mais marcante. Foi comparada com o L’Espirit des lois, de Montesquieu, e cobre uma grande porção do primeiro volume da História da Civilização, de Buckle. Mas apesar de seu conteúdo altamente didático e suas ideias originais em relação ao futuro do direito, foi criticado por faltar sequências lógicas, e consequentemente, é cheio de contradições.
Sua teoria fundamental é que o estado tem sua origem, não em um contrato social com os de Rousseau e Kant, mas em uma consciência de dever jurídico. Von Lingenthal quis ser para os Alemães, o que Maquiavel foi para os Italianos e o que Montesquieu foi para os Franceses, mas lhe faltavam inspirações nacionalistas, e consequentemente não conseguiu influenciar o direito constitucional em seu país.
Entre outras obras importantes de von Lingethal são: Staatsrecht, e seu tratado sobre o Código Napoleônico, Handbuch des Französischen Civilrechts, do qual diversas edições impressas foram publicadas, e várias foram traduzidas para o Italiano. Fez referência, em seu trabalho, à grande importância da codificação do direito Romano.
Von Lingenthal editou, com Karl Joseph Mittermaier, the Kritische Zeitschrift für Rechtswissenschaft und Gesetzgebung des Auslandes, e sua introdução ilustra sua ampla pesquisa e seu desejo constante por novas soluções para problemas antigos. Apesar de os trabalhos de Von Lingenthal terem sido substuídos por obras mais atualizadas, foram marcantes para sua época, e os livros que o substituíram não poderiam ter sido escritos sem a obra de von Lingenthal.
Para ter mais informações sobre von Lingenthal e suas obras, veja: Robert von Mohl, Geschichte u. Literatur der Staatswissenschaften (1855–58), e Charles Brocher, K. S. Zachariae, sa vie et ses oeuvres (1870); e sua biografia em Allgem. Deutsche Biographie (vol. 44) by Wilhelm Fischer, e "Zachariae von Lingenthal” - Rechts-Lexicon, de Franz von Holtzendorff.